# Onosma nydeggeri
Onosma nydeggeri är en strävbladig växtart som beskrevs av A. Huber-morath. Onosma nydeggeri ingår i släktet Onosma och familjen strävbladiga växter. Inga underarter finns listade i Catalogue of Life.